# Hur al-Ayn
Hur al-ayn (arabiska: الحور العين), även kallat huri, syftar på kvinnliga varelser i paradiset enligt islam och nämns i Koranen. En huri är en evigt ung, blyg, vacker och oskuldsfull kvinna med vit hy och mörka ögon. De betjänar de troende som hamnat i paradiset med frukt och dryck, håller dem sällskap och förser männen med sexuellt umgänge.
I paradiset finns enligt Koranen (55:58) jungfrur med nattögon och kyskt nedsänkta blickar, jungfrur som varken djinner eller människor förut berört. … Sköna de är som rubiner, sköna som pärlor ock. (i Koranens tolkning av Åke Ohlmarks)
Manliga martyrer utlovas att få sjuttiotvå himmelska jungfrur i paradiset (engelsk översättning):
“The martyr (shaheed) has seven blessings from Allaah: he is forgiven from the moment his blood is first shed; he will be shown his place in Paradise; he will be spared the trial of the grave; and he will be secure on the Day of the Greatest Terror (the Day of Judgement); there will be placed on his head a crown of dignity, one ruby of which is better than this world and all that is in it; he will be married to seventy-two of al-hoor al-‘iyn; and he will be permitted to intercede for seventy of his relatives.”
Utöver hur al-ayn talar Koranen även om evigt unga gossar/ynglingar i paradiset som tjänar paradisets invånare. Koranen nämner även att paradisets invånare kommer att få vad de än önskar.